# Lochkartensortierer
Der Lochkartensortierer (englisch Sorter) war ein Hilfsmittel der elektromechanischen Datenverarbeitung. Mit ihm konnten Lochkarten sortiert (in eine bestimmte Reihenfolge gebracht) oder bestimmte Lochkarten aussortiert werden.

## Standalone-Gerät
Der Sortierer war kein Peripheriegerät eines Rechners, sondern ein Standalone-Gerät. Er wurde nicht 'programmiert', sondern über Handschalter auf die auszuführenden Funktionen eingestellt. Anders als ein Lochkartenmischer oder eine Tabelliermaschine konnte der Lochkartensortierer je Durchlauf nur eine bestimmte Spalte verarbeiten.
Mit Hilfe des Sortierers konnten Lochkarten in die zum Mischen oder zur Verarbeitung erforderliche Reihenfolge gebracht werden. Zum Beispiel wurden die von einer Bank erstellten Lochkarten nach Belegarten getrennt erzeugt (wie Einzahlungen, Auszahlungen, Überweisungen, Schecks) und in dieser Ordnung unsortiert als ein Stapel angeliefert. Die Lochkarten mussten aber für die Buchungsverarbeitung nach Kontonummer sortiert werden.

## Geschichte

### Handsortierer

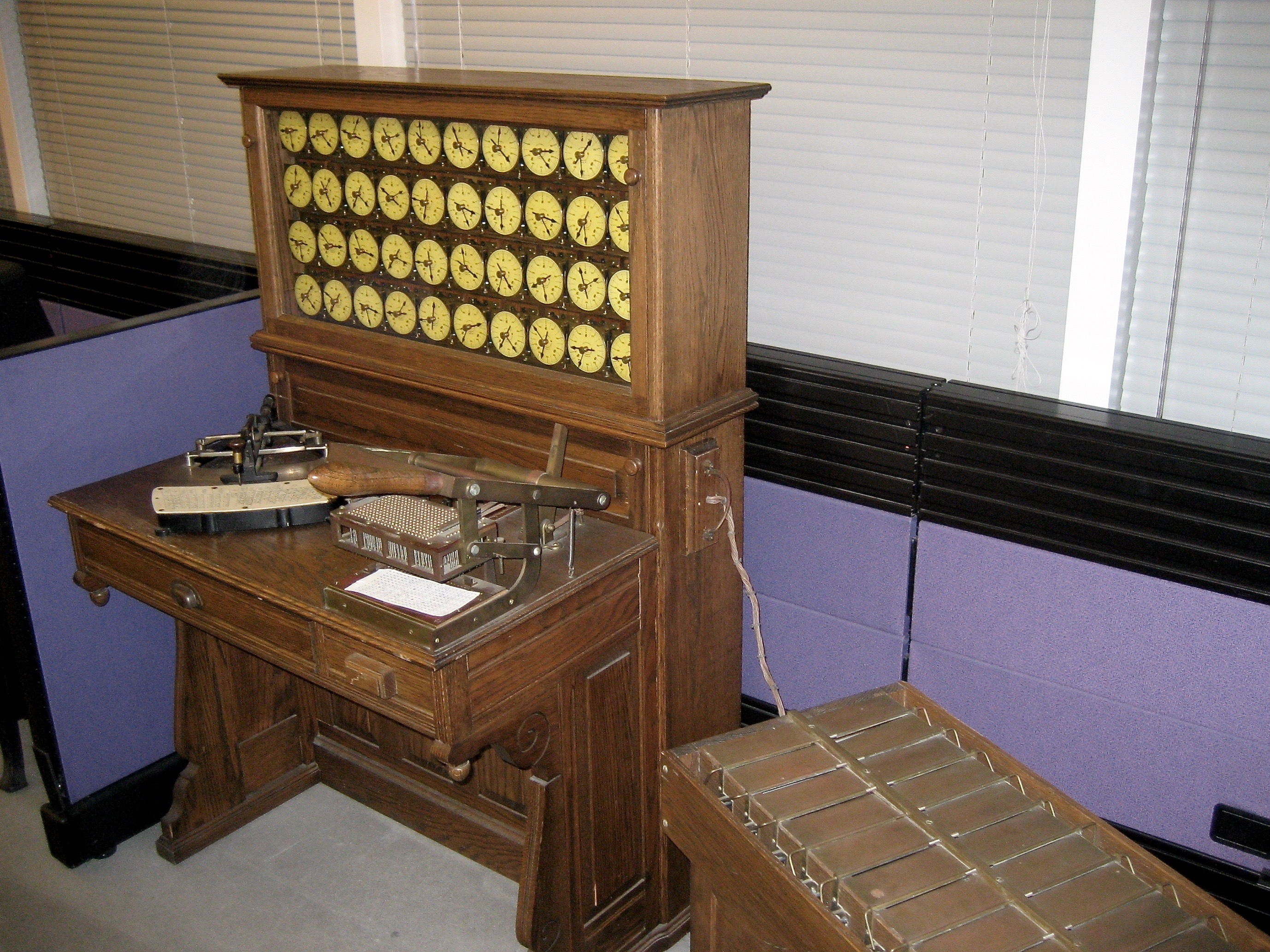
Maschine nach Herman Hollerith 1890. Auf dem Tisch rechts ein Lochkartenleser, gekoppelt mit senkrecht montierten runden Zählwerken (die frühe Tabelliermaschine) sowie neben dem Tisch rechts damit verbundene Sortierkästen: die Geburt des Lochkartensortierers. Links auf dem Tisch der Phantographlocher, ein Lochkartenlocher.

Der mechanische Lochkartensortierer geht direkt auf den Begründer der maschinellen Datenverarbeitung Herman Hollerith zurück. Schon seine Maschinen Ende des 19. Jahrhunderts hatten Sortierfächer. Die Lochkarte wurde per Hand in die Lesestation eingelegt, eine Klappe am Sortierfach signalisierte dem "Operator", in welches Fach er die Karte abzulegen hatte.

### Maschinensortierer
Die ersten 20 automatischen Sortiermaschinen lieferte die Tabulating Machine Company an das US Census Büro im Oktober 1901. Das Zeitalter der Automatisierung der Datenverarbeitung begann.

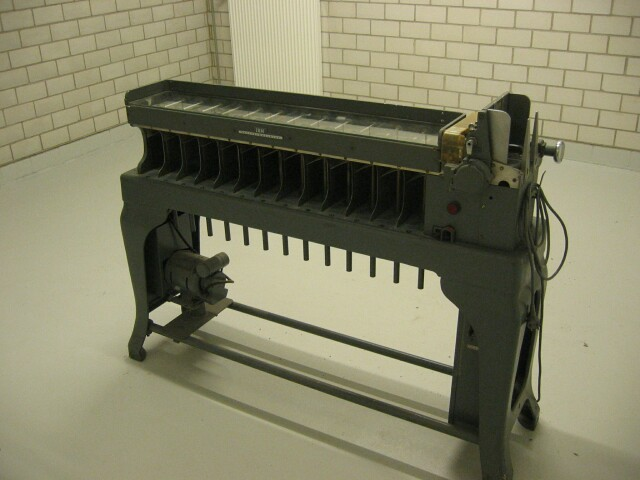
IBM 080 Sortierer. Rechts oben das Einlegefach. Die Lesestation befindet sich unter dem vergilbten, gebogenen Plexiglas und besteht oben aus einer Kontaktbürste, die unten mit einer Metallrolle Kontakt hat. Ein Loch einer vorbeigleitenden Lochkarte schloss den Kontakt, Gummirollen oder ein Textilband transportieren die Lochkarten auf ihrem Weg in die Ausgabefächer (mit Magnetstößen).

Ab 1908 produzierte Hollerith eine Überarbeitung des Sortierers, er schuf eine vertikale Maschine, den (IBM) Hollerith 070 Vertical Sorter, der „nicht zu viel Platz in kleinen Eisenbahn-Büros brauchte“. Dieser erreichte einer Leistung von 250 Karten pro Minute. Im Jahr 1928 folgte ihm das kompaktere und preisgünstigere Modell 071, das 150 Karten pro Minute sortieren konnte.
Als erstes Gerät besaß der 1925 vorgestellte 080 magnetisch gesteuerte Weichen und konnte so die Leistung auf 450 Karten pro Minute fast verdoppeln. Der 1929 erschienene 075 Counting Sorter entsprach dem 080 mit einem Zusatzpanel mit einem Zähler je Fach, so dass die Anzahl der jeweiligen Lochungen gezählt werden konnte.
1948 erschien der Lochkartensortierer 082 als Weiterentwicklung des Modells 080 mit einer Leistung von 650 Karten pro Minute sowie einer dem Zeitgeschmack entsprechenden Verkleidung.
Das Modell IBM 083 kam ab 1958 auf den Markt und konnte ca. 1000 Karten pro Minute sortieren.
Das Modell IBM 084 kam ab 1960 auf den Markt und konnte ca. 2000 Karten pro Minute sortieren.
Lochkartensortierer wurden nicht nur von IBM hergestellt. So spezialisierte sich die Firma Maul aus Schwabach Anfang der 60er Jahre auf kleine Auftischgeräte. Die kleinste Version hatte dabei nur 6 Fächer. Die ersten 5 nahmen dabei wahlweise die Karten mit Lochungen für 0..4 oder 5..9 auf, das Sechste Karten ohne Lochung im ausgewählten Bereich. Numerische Sortiervorgaenge konnten so mit 2 Durchläufen je Spalte erfolgen. Zusätzlich konnten die Spalten 10/11/12 fest selektiert werden, um alphanumerische Suchvorgänge zu ermöglichen. Bei einer Breite von weniger als einem Meter konnten so alle relevanten Such- und Sortiervorgänge direkt im Büro vorgenommen werden.

### Ende der Lochkarten-Ära
Ab Mitte der 1960er Jahre verbreiteten sich in den Rechenzentren Magnetbänder als Medium zum Speichern und Sortieren von Daten.  Sie waren schneller und hatten eine wesentlich höhere Kapazität in Bezug auf Volumen und Gewicht. Mitte der 1970er Jahre war die Lochkarte so gut wie nicht mehr existent und auch zur Datenerfassung zum Beispiel von Magnetbandkassetten und/oder Disketten abgelöst. Dieser technologischen Entwicklung entsprechend verschwanden auch Lochkartensortierer aus den Rechenzentren.

## Lochkarten-Sortierverfahren

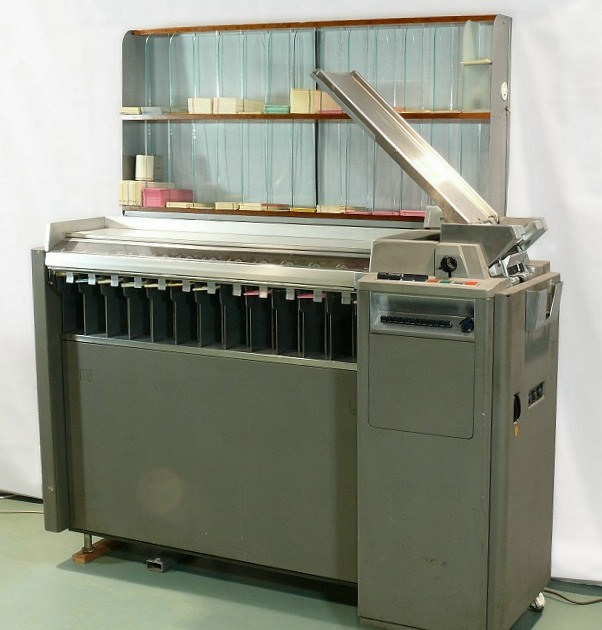
Lochkartensortierer IBM 083, BJ ab 1958, rechts die schräge Karteneinzugsrampe

Lochkartensortierer sind eine mechanische Implementation des Fachverteilens, auch Radixsort genannt.
Hier beschrieben an dem am meisten verwendeten Lochkartentyp (80 Spalten, pro Spalte die Dezimalziffern 0 bis 9 plus zwei Überlochungen) und im Wesentlichen mit Bezug auf die IBM-Sorter 082/083.

### Technische Beschreibung
- Im Eingabefach wurden die Lochkarten als Stapel aufgelegt. Es fasste je nach Bauart ca. 1000–3000 Lochkarten.
- Über mechanische Schalter wurde eingestellt, welche Spalte wie zu sortieren ist. Zonen- oder Nummernsortierung.
- Die einzelnen Karten wurden über Gummirollen vom unteren Ende des Stapels abgezogen.
- Über elektrische Kontakte (auf einer Bürste oder einer „Messerwalze“) in der Leseposition wurde der Lochkartencode in der zur Verarbeitung anstehenden Spalte identifiziert.
- Entsprechend dem gelesenen Code und der vorgenommenen Einstellung wurde die gelesene Karte mithilfe von Rollen, elektrisch und mechanisch, bei manchen Geräten auch magnetisch über eine Führung in eines der 13 Ausgabefächer eingesteuert: für 0–9, für die beiden Überloch-Zonen und für 'leer'.
- Dort bildeten sich also mehrere Lochkarten-Teilstapel, die den nächsten Sortierschritten wieder zugeführt wurden oder (zum Ende der Sortierung) zur Verarbeitung verwendbar waren.

Je nach Leistung des Sortierers konnte dieser in einem Durchlauf mehrere tausend Lochkarten pro Minute sortieren. Da hierbei die Karten physisch und sichtbar bewegt wurden, war dies – z. B. für Besucher von Rechenzentren – eine eindrucksvolle Demonstration der "Leistungsfähigkeit moderner Technik".
Eine weitere schematisierte Darstellung für die Code-Abtastung und für das Ansteuern der Ablagefächer, gültig für den IBM-082-Sorter, findet sich bei in den Weblinks.

### Ablauf von Sortiervorgängen
Die Bediener des Sortierers arbeiteten in der Regel nach Vorgaben, in denen je Sortiervorgang genau beschrieben war, welche Lochkartenstapel nach welchen Spalten in welcher Reihenfolge und wie (numerisch bzw. alphanumerisch; auf- bzw. absteigend) zu sortieren sind.
Die Einstellungen zur Sortierung wurden vor dem Sortieren jeder Spalte vorgenommen: Zu sortierende Spalte; welche Ablagefächer ansteuern?
Die Eingabekarten mussten im Eingabefach so lange nachgelegt werden, bis alle Karten durchgelaufen waren.
Die in den Ausgabefächern ausgegebenen Lochkarten-Teilstapel mussten dem nächsten Sortierlauf in der korrekten Reihenfolge zugeführt werden; bei großen Datenmengen war hierzu die Ablage in Zwischenfächern (Schrank) erforderlich. Dies erforderte hohe Konzentration, denn bei Fehlern (Stapel fällt herunter – eine „Katastrophe“) musste meist der gesamte Sortierlauf (über alle Spalten) wiederholt werden.
Bei mehrspaltigen Sortierungen war je Spalte ein Sortierlauf erforderlich. Dabei wurde mit der niedrigstwertigen Spalte begonnen, danach die zweitniedrigste usw. sortiert – bis zur höchstwertigen Spalte. Eine Sortierung z. B. nach Datum (JJMMTT) verlief also von rechts nach links. Details zeigt der Weblink „Funktionsdiagramm“.

### Numerische Sortierung
Bei Spalten mit nur numerischen Inhalten genügte ein Sortierdurchlauf je Spalte. Die Karten-Teilstapel 0 bis 9 waren (bei 1-stelliger Sortierung) fertig sortiert oder mussten genau in der Reihenfolge 0 bis 9 für die Sortierung der nächsten Spalte wieder vorgelegt werden.

### Alphanumerische Sortierung
Die einzelne Spalte musste in mehreren (bis zu vier) Durchläufen sortiert werden. Dabei ergab der erste Durchlauf eine Sortierung nach den Überlochungen inkl. Null. Weitere Durchläufe für dieselbe Spalte, aber nach den zu der Überlochung gehörenden Dezimalwerten und für jeden Zonenwert getrennt ergaben letztlich die gewünschte Kartenreihenfolge.

### Aussortieren
Aus einem Lochkartenstapel mussten bestimmte Lochkarten wieder aussortiert werden. Beispiel: Aus dem bereits verarbeiteten, auch Adress- und Kontostammdaten enthaltenden Lochkartenstapel mussten die 'Buchungen' aussortiert werden. Die Ergebnisstapel konnten anschließend getrennt weiter bearbeitet oder ins Lochkartenarchiv ausgelagert werden.
Voraussetzung: Die auszusortierenden Karten müssen in einer oder mehreren Spalten eindeutig erkennbar sein. Dazu war häufig eine sog. 'Kartenart' in den ersten Stellen der Lochkarte enthalten.
Technisch war das Aussortieren eine Variante des Sortierens: Es wurde lediglich eingestellt, dass nur Lochkarten mit einem bestimmten Inhalt in das Ablagefach, alle anderen in das Restfach abgelegt wurden.

## Manual (englisch, PDF)
Sorting
- IBM 83 Sorter: Manual of Operation. Dezember 1959 (Online [PDF]).